# پایگاه هوایی جزیره شمالی
پایگاه هوایی جزیره شمالی (به انگلیسی: Naval Air Station North Island) (به زبان بومی: Halsey Field) یک فرودگاه نظامی با کد یاتا NZY است. این فرودگاه در شهر سن دیگو / کورونادو، کالیفرنیا کشور ایالات متحده آمریکا قرار دارد و در ارتفاع ۸ متری از سطح دریا واقع شده‌است.